# Interporto toscano Amerigo Vespucci

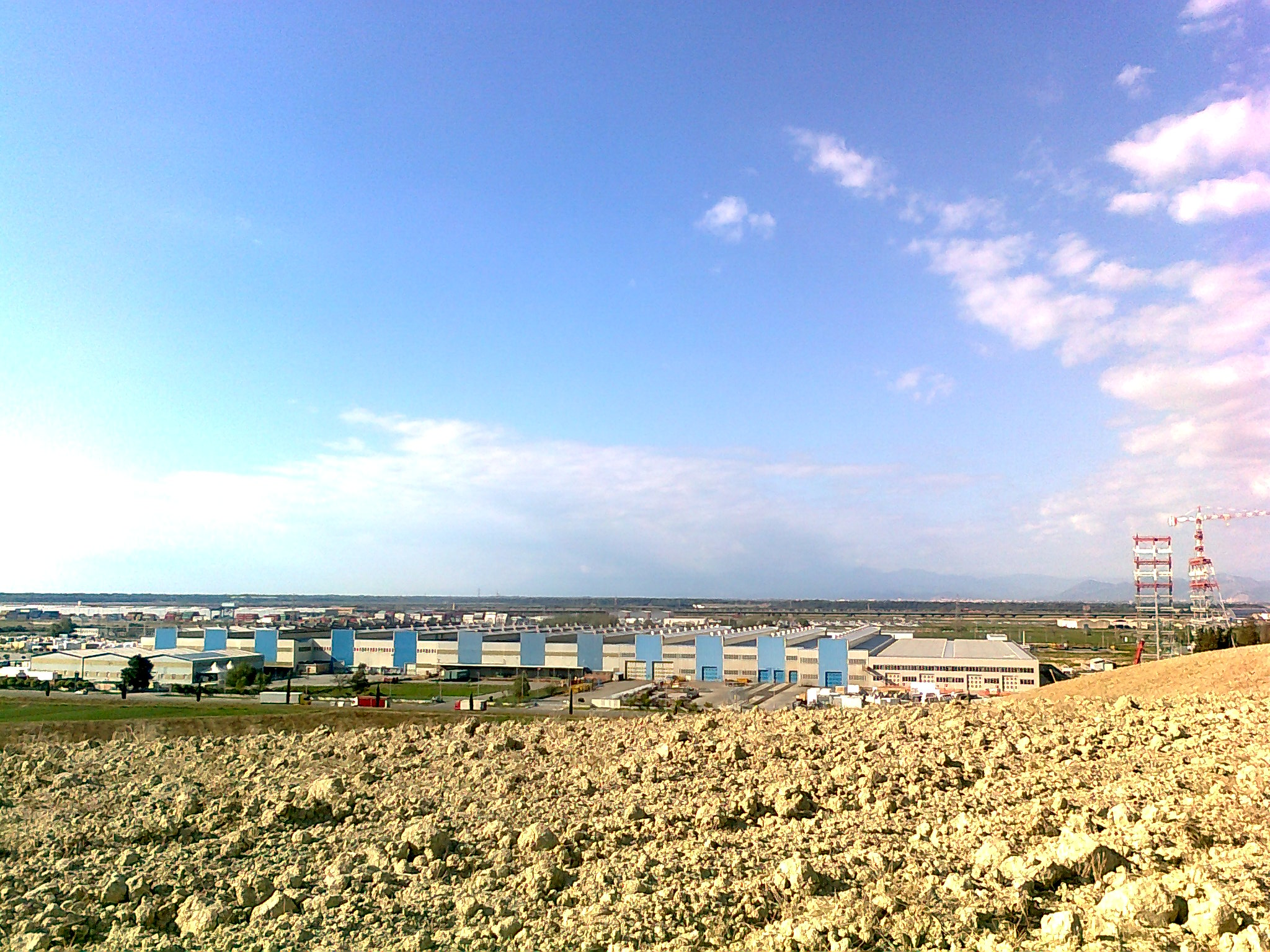
L'area dell'interporto

L'interporto toscano Amerigo Vespucci è una struttura di scambio per trasporti intermodali che sorge nell'area di Guasticce, nel comune di Collesalvetti, a quattro chilometri da Livorno e dal suo porto e a breve distanza dall'autoparco "Il Faldo". Situato in un'area pianeggiante, che segna il confine tra la Piana di Pisa e le Colline livornesi, si estende su una vasta superficie posta a nord della provincia di Livorno, che è stata preventivamente soggetta ad un'operazione di bonifica. Infatti, data la natura paludosa del sito, sono state eseguite nuove canalizzazioni confluenti in un'idrovora capace di muovere 15 000 litri d'acqua al secondo.

## Storia
Per la costruzione del complesso, nel 1987 fu costituita la società Interporto Toscano A. Vespucci S.p.A.. Essa annovera tra i suoi soci la Regione Toscana, i comuni di Pisa, Livorno, Lucca e Collesalvetti, l'autorità portuale di Livorno, associazioni di industriali, Trenitalia e altri ancora.
Tuttavia, a causa di una crisi di liquidità della suddetta società, originata da un ritardo nell'erogazione dei fondi statali e comunitari e dal mancato aumento del capitale sociale, i lavori sono stati portati avanti con molteplici difficoltà.
Al 2009, dopo aver ottenuto un finanziamento di 26 milioni di euro nell'ottobre 2007 da parte del Comitato interministeriale per la programmazione economica, l'interporto è in fase avanzata di realizzazione, ma è pienamente operante nelle parti già completate.

## Strutture e impianti
In base al piano particolareggiato predisposto dal comune di Collesalvetti, l'interporto, una volta ultimato, si estenderà su una superficie di 2 755 720 m², di cui:
- 324 500 m² destinati a magazzini;
- 696 000 m² di piazzali;
- 126 000 m² occupati dal terminal ferroviario (che dall'agosto 2008 permette il movimento di merci dal porto labronico all'interporto[5]);
- 142 000 m² per i servizi;
- 15 000 m² di strade;
- 736 800 m² destinati alle aree verdi di riequilibrio;
- 285 000 m² per le aree verdi di compensazione.

L'interporto è posto nei pressi di importanti vie di comunicazione, quali:
- la ferrovia Pisa-Livorno, alla quale è raccordato mediante parte del tracciato della linea Livorno-Stagno-Collesalvetti;
- strada di grande comunicazione Firenze-Pisa-Livorno, che serve l'area dell'interporto con due uscite (Interporto est e Interporto ovest);
- autostrada A12;
- variante Aurelia;
- via Aurelia.

In futuro si prevede di rendere navigabile anche lo scolmatore dell'Arno, così da creare un collegamento immediato per il trasporto delle merci dal porto di Livorno; inoltre, è previsto il prolungamento del tratto ferroviario che giunge da Livorno e che serve l'interporto: esso verrà collegato con la tratta Pisa-Collesalvetti-Vada all'altezza di Vicarello.

## Movimento
Tra settembre 2006 e aprile 2007 l'interporto ha movimentato circa 3 700 container al mese.

## Opera architettonica
Dal punto di vista architettonico, il centro direzionale del complesso è caratterizzato da una serie di edifici progettati dall'architetto Francesco Tomassi, disposti attorno ad un bacino artificiale, al centro del quale sorge una cisterna tronco-conica per la raccolta e la distribuzione idrica. Tra gli edifici di maggior pregio occorre segnalare il blocco destinato a servizi e ristorazione (schermato da una serie di colonne rivestite in tessere colorate su cui poggiano elementi in metallo a sostegno della copertura), la palazzina uffici (le cui pareti esterne presentano setti di forti spessori) e l'officina meccanica (le cui volumetrie sono sottolineate da un'accesa e contrastante cromia).